# Chloroctenis conspersa
Chloroctenis conspersa är en fjärilsart som beskrevs av W. Warren 1909. Chloroctenis conspersa ingår i släktet Chloroctenis och familjen mätare. Inga underarter finns listade i Catalogue of Life.